# Чистая кожа (Родина)
«Чистая кожа» (англ. «Clean Skin») — третий эпизод первого сезона политического триллера «Родина». Изначально премьера состоялась на канале Showtime 16 октября 2011 года.
Расследование Кэрри Мэтисон принца приводит её ближе к тому, что планирует Абу Назир. Броуди пытается принять свой статус героя в прессе.

## Сюжет
Принц Фарид (Амир Арисон) покидает комнату после секса с Линн (Брианна Браун). Пока его нет, Линн пользуется возможностью загрузить содержимое его телефона, она используя устройство, которое ей дала Кэрри. Линн едва успевает незаметно закачать данные из телефона, когда принц возвращается в комнату и дарит Линн подарок: бриллиантовое ожерелье.
В доме Броуди находится огромная телевизионная команда, готовящая телеинтервью с Броуди (Дэмиэн Льюис) и его семьёй. Позже Дана (Морган Сэйлор) тусуется со своими друзьями и обсуждает всплеск внимания прессы. Дана считает, что то, что снимает пресса о ее семье - ложь и неправда и она решает саботировать интервью. Позже в машине матери (Морена Баккарин), Дана показывает ещё большее недовольство происходящим и, что она знает о отношениях матери с Майком (Диего Клаттенхофф) и обижается на неё за это.
Броуди проводит первую часть своего телеинтервью. Ведущий спрашивает Броуди его о том, что было с ним, когда он был военнопленным. Броуди говорит, что его похитители пытались заставить его потерять веру, говорили ему, что его братья-морпехи не придут за ним, и что его жена в объятиях другого мужчины. Событие, которое он не упоминает, показано в его воспоминаниях, где его «спасает» от побоев Абу Назир (Навид Негабан), который утешает его и даёт ему еду. Вторая часть интервью проходит с Броуди и его семьёй, чтобы поговорить о его воссоединении с семьёй. Интервью проходит гладко, возможно благодаря разговору, который ранее был у Броуди и Даны, где он попросил её быть помягче с своей матерью, так как она и все в семье переживают трудный период.
Кэрри Мэтисон (Клэр Дэйнс) информирует команду в штаб-квартире по поводу Абу Назира. Она сообщает, что принца Фарида видели говорящим с Назиром, и что её информатор получил данные из телефона принца. Она надеется, что в телефоне есть подтверждение о переводе денег. Позже, Кэрри снова встречается с Линн, которая предоставляет содержимое телефона принца. Линн говорит, что она почти год находится рядом с принцем и почти не покидала его, и она сомневается в том, что он может быть связан с террористическими группами. Кэрри передаёт телефонные данные аналитикам в ЦРУ, но они не находят ничего подозрительного.
Мажордом принца, Латиф Бен Валид (Алок Тевари) сообщает Линн, что принц хочет, чтобы она навестила его нового бизнес-партнёра, и чтобы он хорошо провел время с ней. Линн это становится подозрительным, так как она обычно получает такие приказы от самого принца. Она звонит Кэрри и говорит ей про эту ситуацию. Кэрри чует потенциальную ловушку и снова обманывает Линн, уверяя её, что она в безопасности, у ЦРУ есть люди, которые следят за ней и защищают её. Кэрри и Вёрджил (Дэвид Марчиано) выезжают к Линн, чтобы сами следить и прикрывать Линн. Линн выходит из клуба, но «водитель» ожидавшей ее машины стреляет в неё насмерть, забирает её бриллиантовое ожерелье, оставив её тело в переулке. Кэрри и Вёрджил прибывают на место, но Линн мертва и, по настоянию Вёрджила, они немедленно уезжают.
Полиция допрашивает принца по поводу убийства Линн и он, похоже, искренне скорбит о ее гибели, ставя под сомнение его причастность к террористам. Кэрри чувствует себя виноватой, ведь она обещала Линн защиту, которой не было, Сол (Мэнди Патинкин) пытается привести её в чувство по этому делу. Кэрри размышляет, что настоящим связным Абу Назира может быть не принц, а кто-то из его свиты. Сол отмечает, что в этом деле похищено бриллиантовое ожерелье, а украшения часто используются в качестве канала финансирования террористических операций.
Латиф ведёт переговоры о продаже ожерелья Линн, в итоге получая за него $400 000. Затем идет показ молодой пары, приобретающую новый дом. Они заплатили наличными и, кажется, вполне довольны тем, что дом находится очень близко к аэропорту.

### Умерла
- Линн Рид: застрелена сообщником Латифа Бен Валида

## Производство
Соисполнительный продюсер Чип Йоханнссен написал сценарий к эпизоду, к первому из четырёх эпизодов первого сезона. Режиссёром стал Дэн Аттиас.

## Реакция

### Рейтинги
Эпизод во время первого показа посмотрело 1.08 миллионов зрителей, что равно рейтингу премьерного эпизода.

### Рецензии
Дэн Форселла из TV Fanatic оценил «Чистую кожу» на 4.5/5 и назвал её «ещё одной жемчужиной эпизодов». Скотт Коллура из IGN дал эпизоду 8.5/10 и отметил, что «Чужой среди своих» не уклоняется от более тёмных сюжетных линий. Джесси Карп из Cinema Blend сказал, что это был «очень сильный эпизод» и что «Только в три эпизода они заложили фундамент персонажа и сюжет, на которых продолжают мастерить привлекательный и вдумчивый сериал.»